# Université de Princeton
Pour les articles homonymes, voir Princeton.
Ne doit pas être confondu avec Institute for Advanced Study ou Princeton Theological Seminary.
L'université de Princeton (Princeton University) aussi appelée Princeton est une université américaine privée située dans la ville de Princeton (New Jersey), aux États-Unis. Fondée en 1746, elle est le quatrième plus ancien établissement d'enseignement supérieur des États-Unis.
Arrivant parmi les premières universités au monde dans la plupart des classements internationaux, elle jouit d'un grand prestige. Elle est membre de la Ivy League où elle entretient une rivalité historique avec l'université Harvard et l'université Yale.
Elle a formé 65 prix Nobel, 15 médailles Fields, 21 National Medal of Science, 11 National Humanities Medal, 3 présidents américains et 12 juges à la Cour suprême des États-Unis.

## Histoire
Fondée en 1746 sous le nom de College of New Jersey, l’université de Princeton était à l’origine destinée à éduquer et à former des ministres du culte presbytériens. Son premier local était Nassau Hall, du nom de la maison royale d'Orange-Nassau de Guillaume III d'Angleterre. En 1768, le nouveau président de l'université John Witherspon l'élargit à d'autres disciplines.
Dans les années 1770, les étudiants de Princeton donnent au mot campus son sens moderne.
Au cours de la Révolution américaine, Nassau Hall est brièvement occupé par des soldats britanniques qui partent en 1777.
Le College prend le nom d'université de Princeton en 1896.
En 1902, le futur président des États-Unis, Woodrow Wilson, devint le 13e président de l'université.
Elle admet les femmes en 1969. Elle est la dernière université de la Ivy League à devenir mixte.

## Enseignement

### Premier cycle
Le programme de premier cycle  confère un baccalauréat ès arts (B.A.) ou un baccalauréat ès sciences en ingénierie (BSE) aux étudiants. L'université soutient un enseignement des arts libéraux, permettant aux étudiants de mener des recherches indépendantes et de suivre des cours dans d'autres départements. Le programme de premier cycle est très sélectif et admet 6,1 % des candidats au premier cycle du cycle 2016-2017.

### Cycles supérieurs
Les programmes de cycles supérieurs admettent environ 1 000 candidats sur 11 000. L'université compte 42 départements et programmes universitaires en sciences sociales, génie, sciences naturelles et sciences humaines.

## Classement
En 2022, elle était 6e mondiale et 5e nationale dans le classement de Shanghai et à la 4e place dans le classement « America's Top College » de Forbes.
De 2001 à 2019, elle a été classée première ou deuxième des universités nationales par le US News & World Report (USNWR), occupant la première place pour 17 de ces 19 années.

## Campus
Le campus principal à Princeton (New Jersey) mesure 2,8 km2 et abrite 200 bâtiments. Il s'est progressivement constitué autour du premier bâtiment Nassau Hall construit en 1756.
Les bâtiments sont construits en style « gothique collégial »,.
L'université abrite le musée d'art de l'université de Princeton, construit en 1882 contenant 112 000 objets.
Construite en 1928, la chapelle de l'université est la deuxième plus grande chapelle universitaire après celle de King's College.
La bibliothèque Firestone, construite en 1948, est une des plus grandes bibliothèques des États-Unis en nombre d'ouvrages. Elle appartient au complexe de la bibliothèque de l'université de Princeton.

## Vie étudiante

### Associations étudiantes
L'American Whig–Cliosophic Society est la doyenne des organisations étudiantes de débat politique des États-Unis,.

### «Clubs de restauration»
À la rentrée, les étudiants se répartissent dans des « clubs de restauration » (Eating clubs), où ils prennent leurs repas durant leur scolarité.
Il s'agit d'institutions privées, mais elles sont ancrées dans l'histoire de l'université. Ces clubs se sont substitués aux fraternités étudiantes.

### Sport
Dans les compétitions interuniversitaires de la NCAA et de l'Ivy League, l'université est représentée par son équipe des Tigers de Princeton. 150 étudiants ont participé à des Jeux olympiques.

## Personnalités liées à l'université

### Professeurs
- Gabriel Almond, politologue
- Jeanne Altmann, écologue et biologiste évolutive
- Angus Deaton, lauréat du prix Nobel d'économie en 2015
- Joschka Fischer, depuis septembre 2006
- Clifford Geertz (1926-2006), anthropologue, considéré comme le réformateur de l'anthropologie culturelle américaine.
- Robert Gilpin, spécialiste en économie politique des relations internationales
- Kurt Gödel, logicien
- Amy Gutmann, universitaire américaine, théoricienne et professeur de science politique
- Arnold Guyot (1807-1884), géologue et géographe
- Carl Gustav Hempel, philosophe
- Daniel Kahneman, économiste, « prix Nobel d'économie » 2002
- Saul Kripke, philosophe et logicien américain
- Paul Krugman, économiste, « prix Nobel d'économie » 2008
- Jacques Maritain, philosophe et médiéviste français
- John Forbes Nash, mathématicien et économiste, prix de la Banque de Suède en sciences économiques en mémoire d'Alfred Nobel, 1994
- Joyce Carol Oates, femme de lettres américaine
- Robert Roswell Palmer (1909-2002), historien
- Alan Blinder, économiste
- Carl Schorske, historien
- Robert Sedgewick, informaticien américain
- Jean-Pierre Serre, mathématicien, médaille Fields et premier lauréat du prix Abel
- Tracy K. Smith, poète, anthologiste, traductrice et professeure d'université américaine
- Allen Tate, poète, critique littéraire et professeur d'université.
- Leonard Wantchekon, économiste béninois
- Eric Wieschaus, biologiste américain, prix Nobel de médecine ou physiologie 1995
- Andrew Wiles, mathématicien britannique
- C. K. Williams, poète, essayiste, traducteur, universitaire

### Étudiants
En octobre 2018, les anciens élèves de l'université comptaient 65 lauréats du prix Nobel, 15 médaillés Fields et 13 lauréats du prix Turing, 21 lauréats de la médaille nationale de la science, 5 lauréats du prix Abel, 5 lauréats de la médaille nationale des sciences humaines, 209 boursiers Rhodes, 139 Gates Cambridge Scholarship, 126 écoliers Marshall, 3 présidents américains, 12 juges de la Cour suprême des États-Unis et de nombreux milliardaires et chefs d'État étrangers encore en vie,.

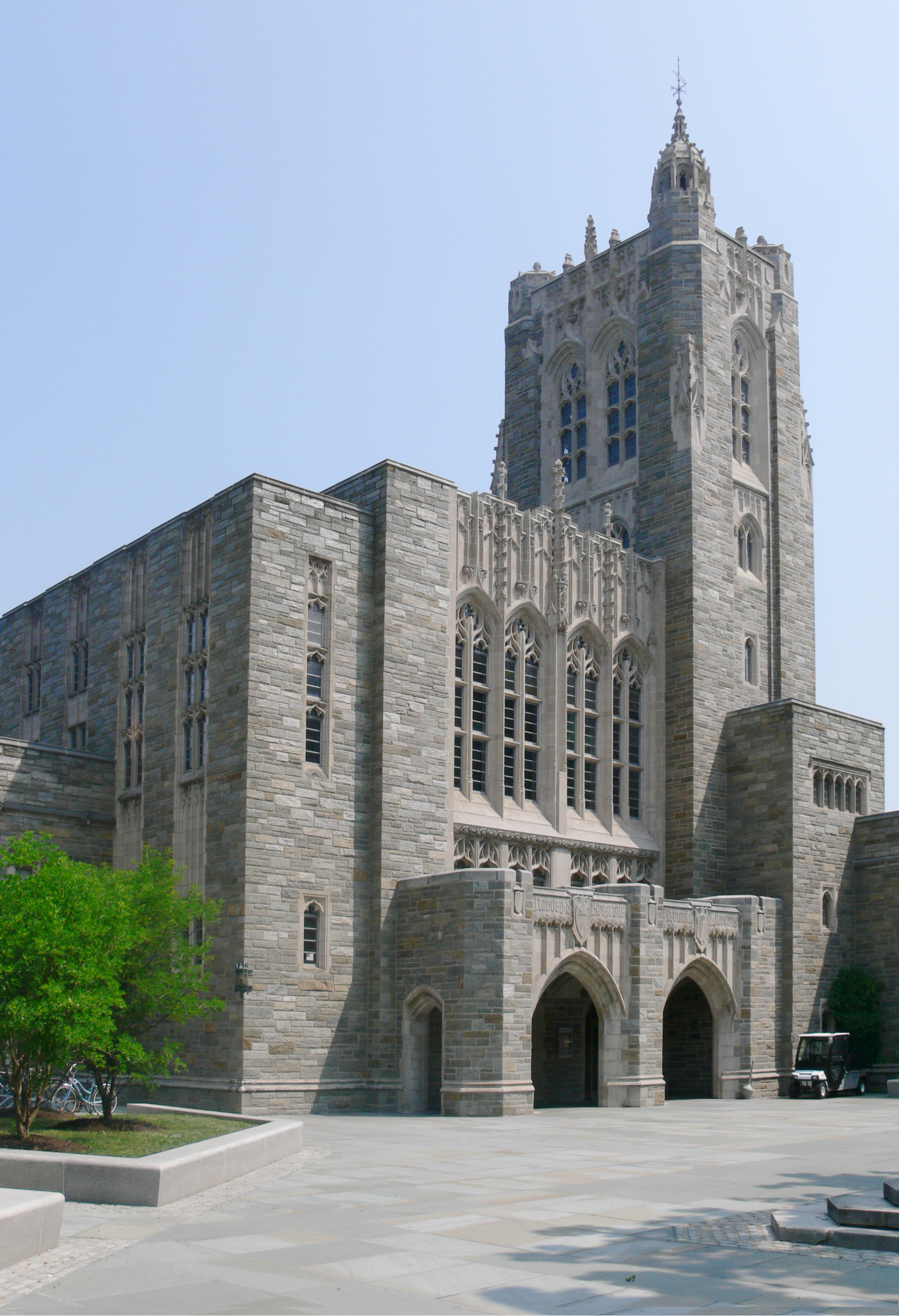
Bibliothèque Firestone de Princeton.

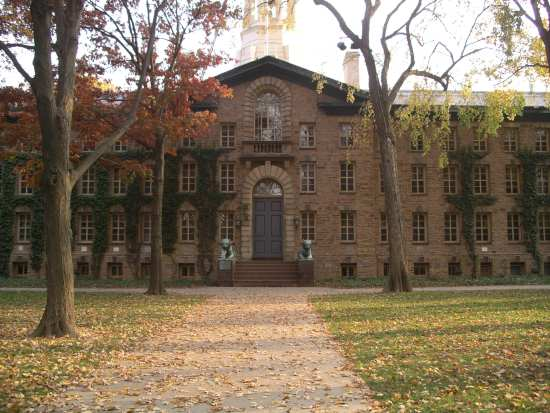
Nassau Hall, université Princeton.

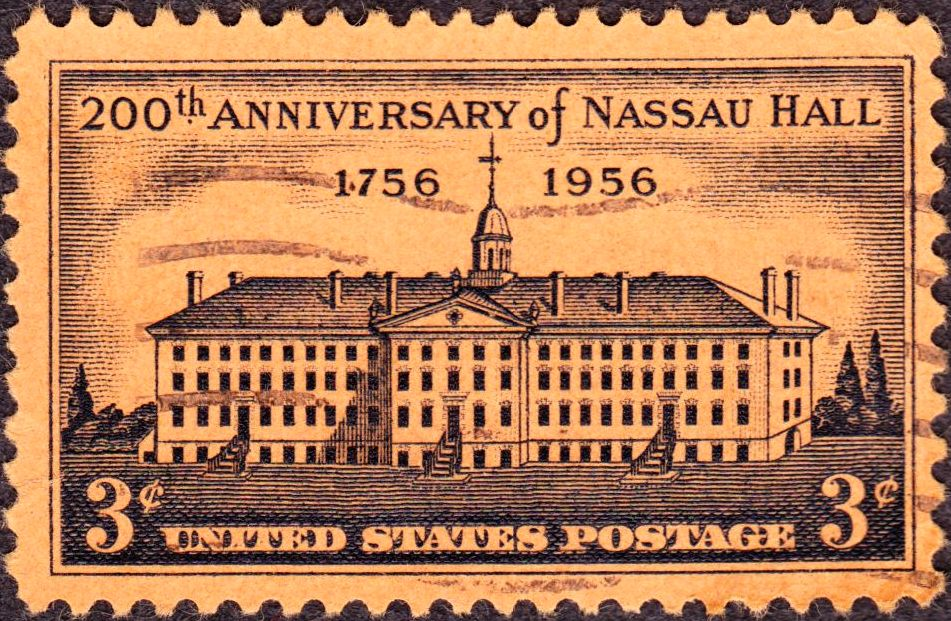
Timbre de 3 cents de 1956 commémoratif du bicentenaire du Nassau Hall.

Personnalités politiques et personnalités du monde des affaires :
- James Madison, 4e président des États-Unis
- Woodrow Wilson, 28e président des États-Unis
- Allen Dulles, directeur de la CIA de 1953 à 1961
- Donald Rumsfeld, secrétaire à la Défense de George W. Bush jusqu'en 2006
- Loúka Katséli, ministre de l'Économie grecque
- James T. Aubrey, président-directeur général de CBS et MGM
- Jeff Bezos, fondateur d'Amazon.com
- Michelle Obama, ancienne Première dame des États-Unis
- Malcolm Forbes, le président-directeur-général du magazine Forbes
- Steve Forbes
- Eric Schmidt, président du conseil d'administration de Google
- Sonia Sotomayor, juge de la Cour suprême des États-Unis
- Elena Kagan, juge de la Cour suprême des États-Unis

« Prix Nobel » d'économie :
- Gary Becker
- James Heckman
- John Forbes Nash
- Michael Spence

Prix Nobel de physique :
- John Bardeen
- Arthur Compton
- Clinton Davisson
- Richard Feynman
- Robert Hofstadter
- Edwin McMillan
- Richard Smalley
- Steven Weinberg
- Frank Wilczek

Autres : (par ordre alphabétique)
- Hicham ben Abdallah Alaoui, prince marocain
- Rubem Alves, fondateur brésilien de la théologie de la libération
- Thomas Berry Brazelton, pédiatre américain
- Jinqing Cai, femme d'affaires chinoise
- Dean Cain, acteur jouant Superman dans la série télévisée Loïs et Clark
- Ethan Coen, réalisateur, scénariste et producteur (Sang pour sang, Fargo, No Country for Old Men)
- Lauren Collins (journaliste)
- Charles Conrad, troisième homme à marcher sur la Lune
- David Duchovny, acteur de la série télévisée X-Files
- Debra Elmegreen, première femme diplômée en astrophysique
- Francis Scott Fitzgerald, écrivain américain et chef de file de la Génération perdue
- Jean Frois-Wittmann, psychanalyste
- Gita Gopinath, économiste
- Jane Hirshfield, poète
- Peter Hirschfeld, physicien, prix Friedrich-Wilhelm-Bessel en 2001
- Barry McCrea, écrivain irlandais
- Wentworth Miller, acteur dans la série télévisée Prison Break
- Nathan Myhrvold, scientifique pluridisciplinaire
- Gary B. Nash, historien
- Andrew Oates, biologiste du développement et embryologiste australien et britannique.
- Michelle Obama, avocate et écrivaine américaine.
- Eugene O'Neill, prix Nobel de littérature en 1936
- Ernest Poole, premier prix Pulitzer du roman, en 1918
- Geraldine Seydoux, biologiste moléculaire et généticienne
- Brooke Shields, actrice américaine de cinéma
- Joël Sternheimer, scientifique
- Tom Szaky, fondateur de l'entreprise américaine TerraCycle
- Alan Turing, mathématicien britannique précurseur de l'informatique
- Mark Van Raamsdonk, professeur de physique et d'astronomie

### Docteurshonoris causa
Chaque année, une demi-douzaine de personnalités reçoit un titre de docteur honoris causa (en science, lettres, droit, arts, musique, etc.) de cette université. Entre autres :
Avant 1948
- 1896 : Ambrosius Hubrecht (Science)[23]
- 1921 : Albert Einstein (Science)[24]
- 1939 : Thomas Mann (Letters)[25]

Depuis 1948
- 1950 : Alfonso Reyes (Letters)
- 1962 : Claude Shannon (Science)
- 1966 : Robert Oppenheimer (Science)
- 1970 : Bob Dylan (Music)
- 1972 : Hannah Arendt (Letters)
- 1975 : Kurt Gödel (Science), Simone Veil (Laws)
- 1976 : Eugene Wigner (Science)
- 1958 : Chien-Shiung Wu (Science)
- 1981 : Marcel Marceau (Fine Arts)
- 1982 : Stephen Hawking (Science)
- 1985 : Alonzo Church (Science), Theodor Seuss Geisel (Fine Arts)
- 1990 : Ella Fitzgerald (Music)
- 1991 : Martin Scorsese (Fine Arts)
- 1999 : Kofi Annan (Laws)
- 2008 : Quincy Jones (Music), Haruki Murakami (Letters)
- 2009 : Meryl Streep (Fine Arts)
- 2011 : Aboubakr Hachem (Letters)

## Dans la culture
- La série télévisée Dr House a établi ses quartiers au sein de l'hôpital fictif de Princeton-Plainsboro, dont les prises de vues extérieures sont effectuées à l'université de Princeton au Frist Campus Center, un centre d'étudiants de l'université. Le tournage des scènes intérieures se déroule dans les Studios Fox à Century City dans la banlieue proche de Los Angeles en Californie.
- Le roman La Règle de quatre situe son intrigue dans le cadre de l'université de Princeton.

Personnages de fiction ayant fréquenté Princeton
- Henry Jones Sr (1908), professeur d'histoire médiévale, père de Indiana Jones.
- Bruce Wayne alias Batman (Batman Begins)
- Sam Seaborn (À la Maison-Blanche) ; c'est également son nom de code au service secret
- Charlie Eppes (Numb3rs), professeur de mathématique
- Philip Banks (Le Prince de Bel-Air), juge
- Carlton Banks (Le Prince de Bel-Air)
- Gregory House (Dr House), médecin à l'hôpital fictif de Princeton-Plainsboro Teaching Hospital
- Leonard Hofstadter et Amy Farrah Fowler (The Big Bang Theory)
- Jimmy Darmody (Boardwalk Empire)
- Navid Shirazi (90210)
- Catherine Chandler (Beauty and the Beast)
- Ned Braden (Slap Shot)

- Brent Norwalk (‘’The Good Place’’), un chef d’entreprise typique de l’upper-class américaine répète sans cesse être diplômé de Princeton
- Volcano (South Park) La maire de la ville dit venir de l'université de Princeton.
- Josephine Wilson (Grey's anatomy)
- Devi Vishwakumar (Mes premières fois), qui est admise à Princeton à la fin de la quatrième saison

## Galerie

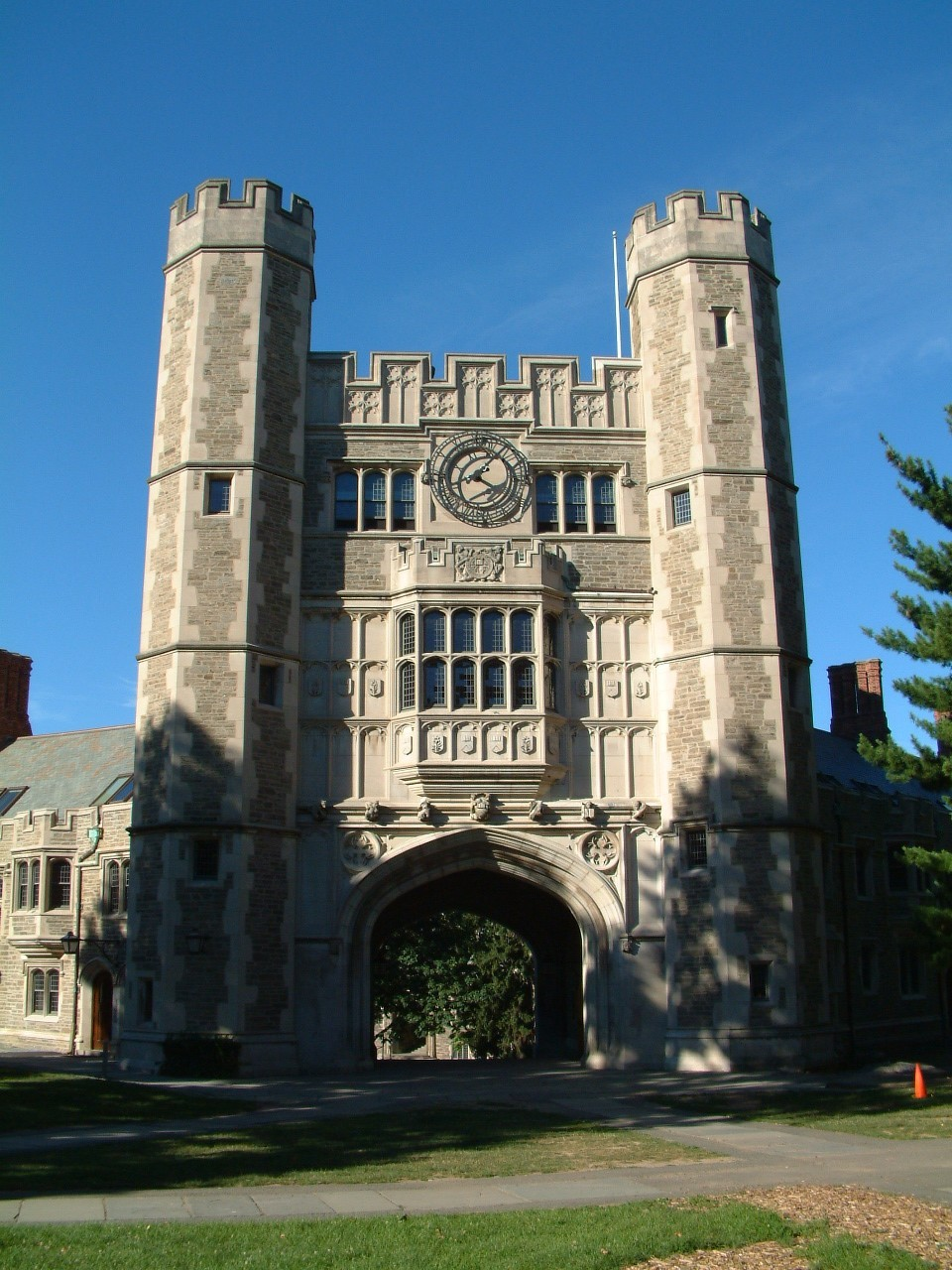
Résidence universitaire Blair Hall
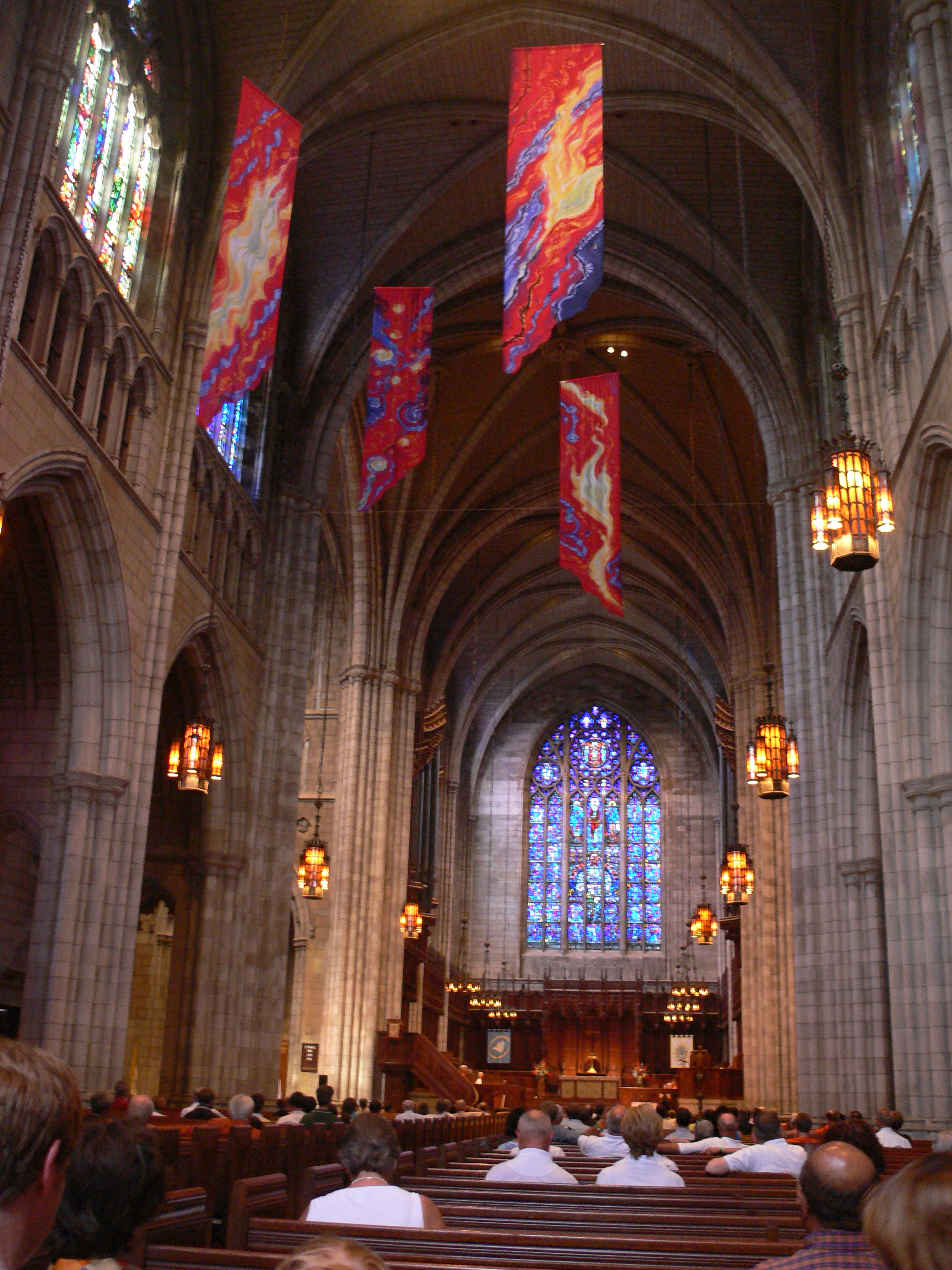
La chapelle de l'université
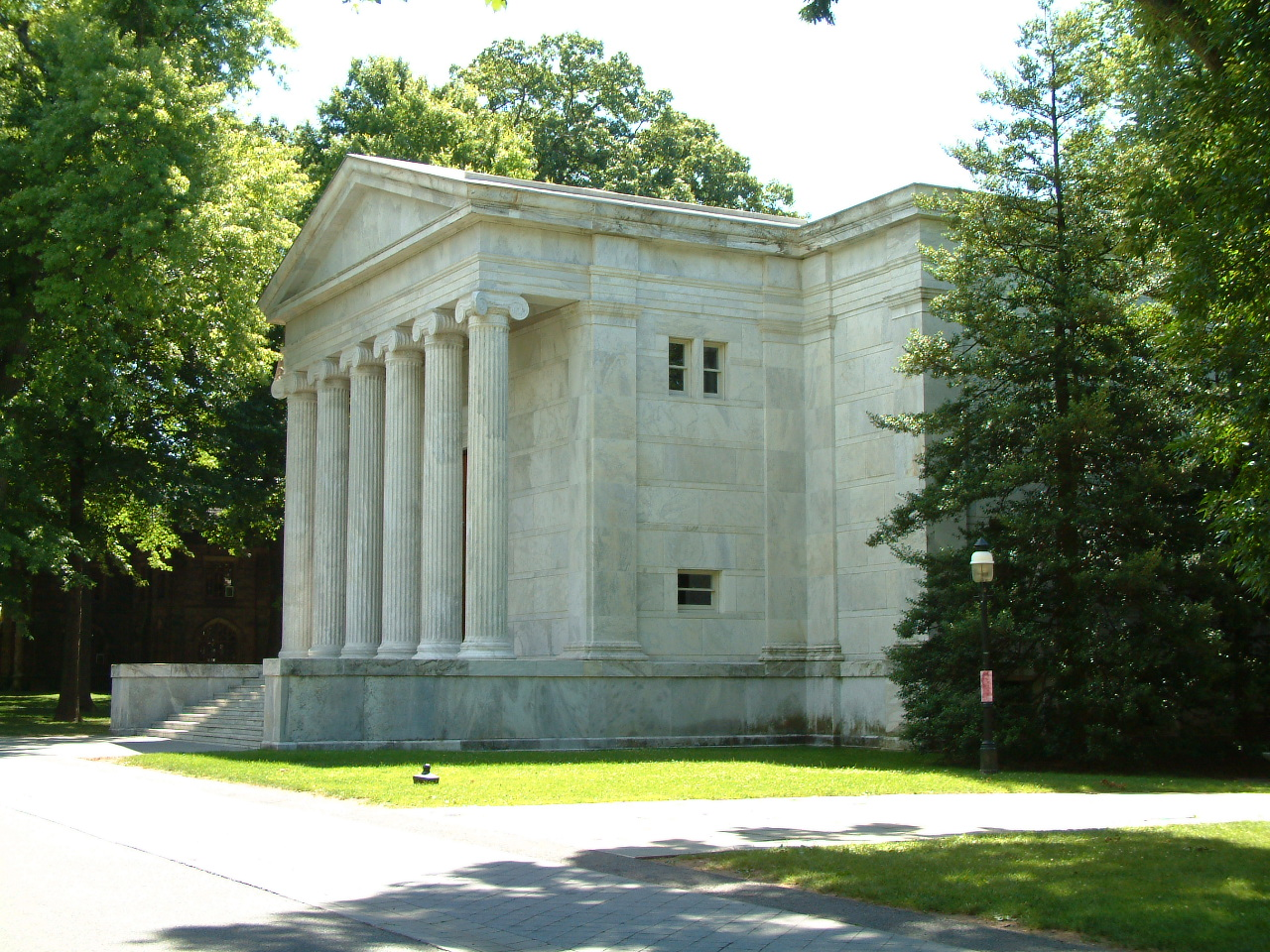
Whig Hall, siège de la Whig-Clio Society
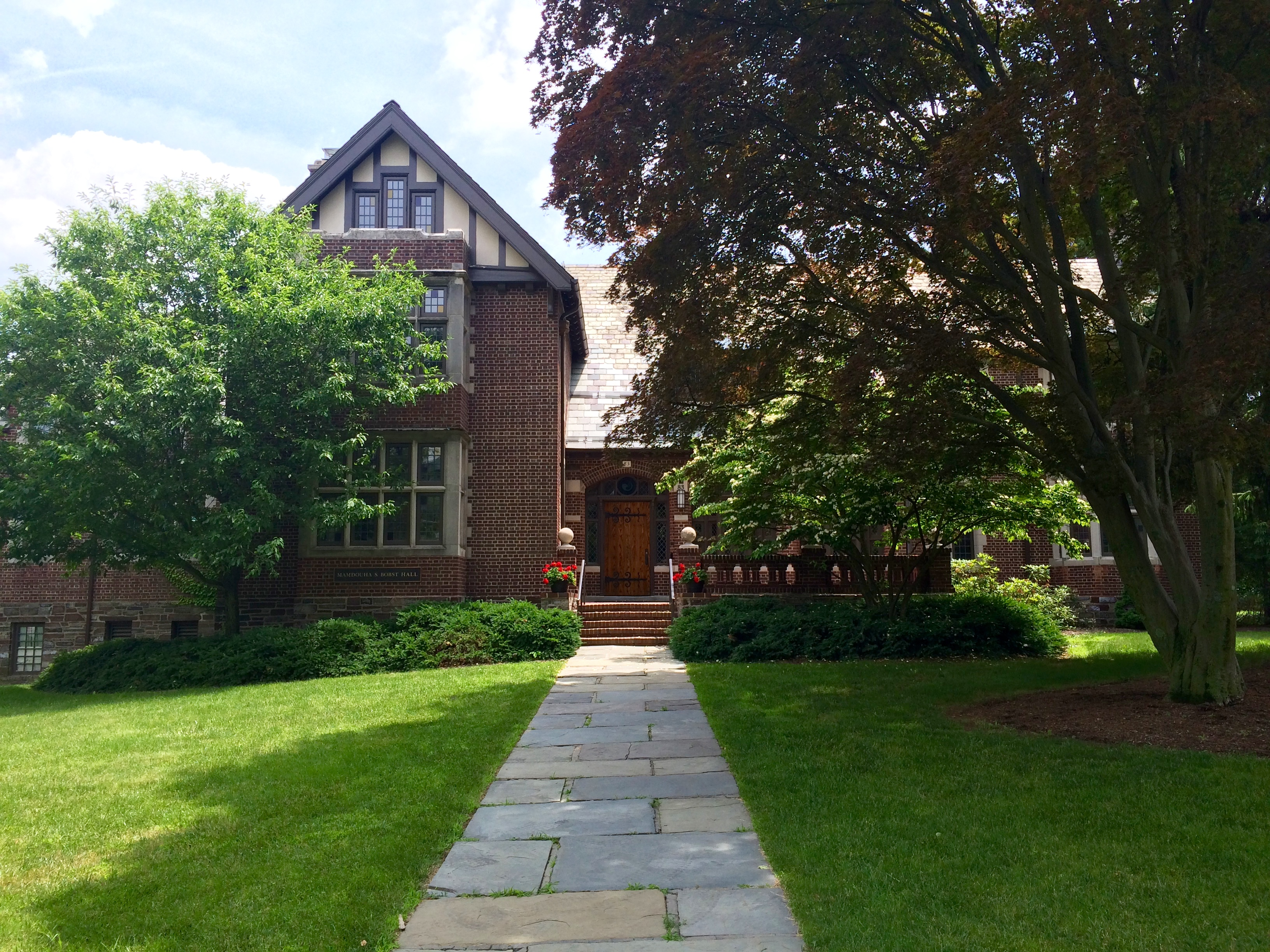
Le Bobst Hall, siège du James Madison Program
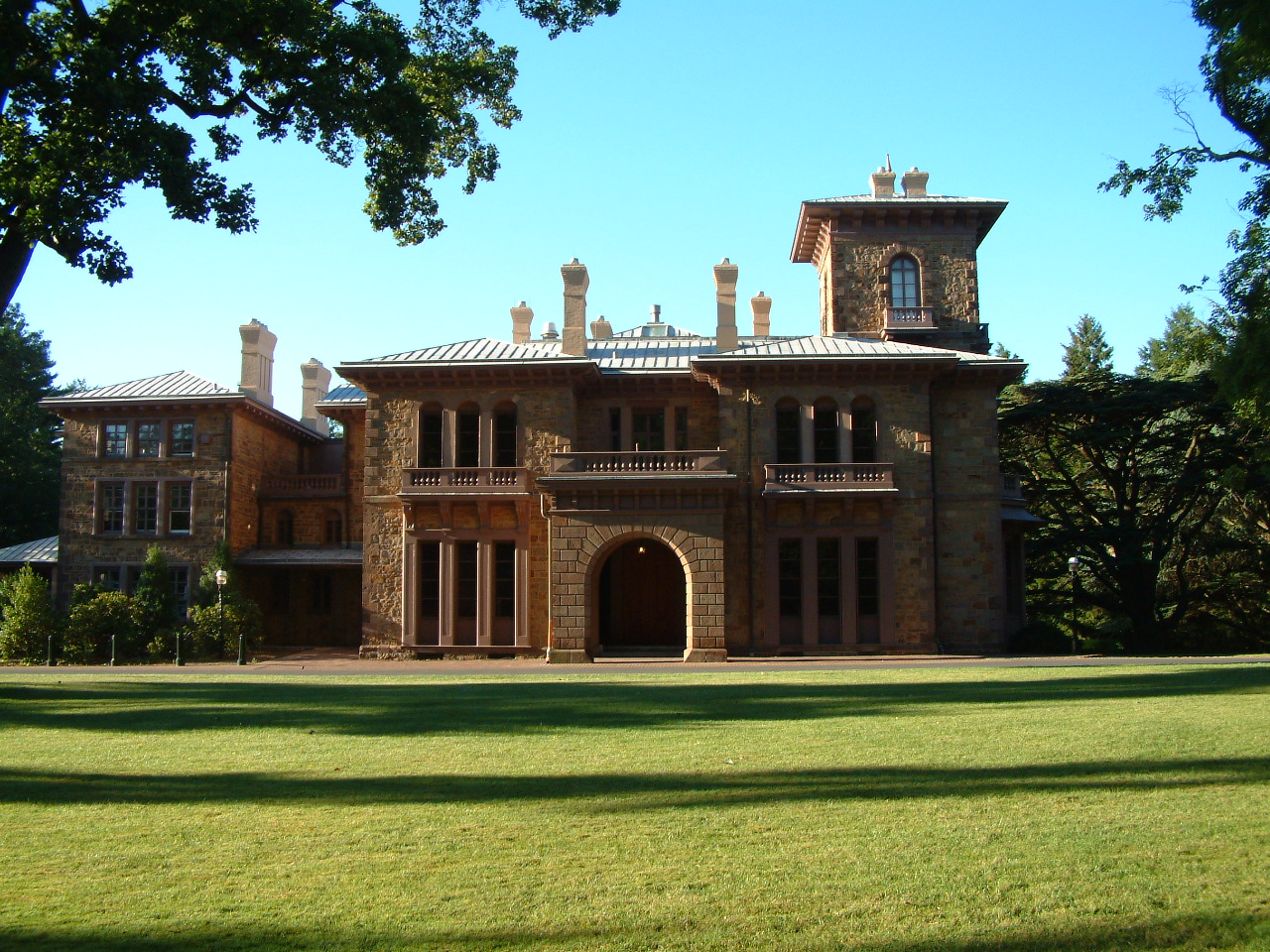
Prospect House
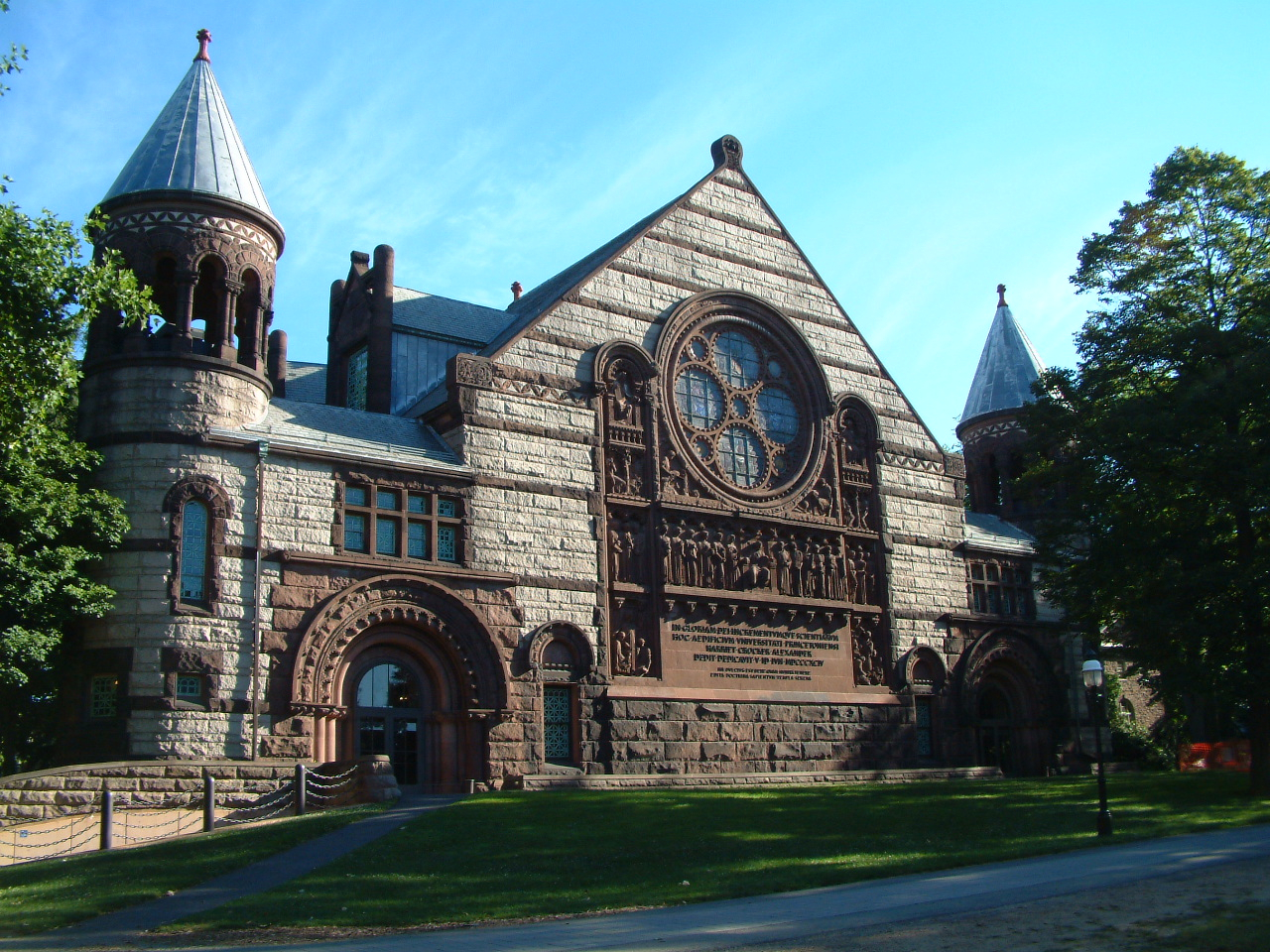
La salle de spectacle Richardson Auditorium
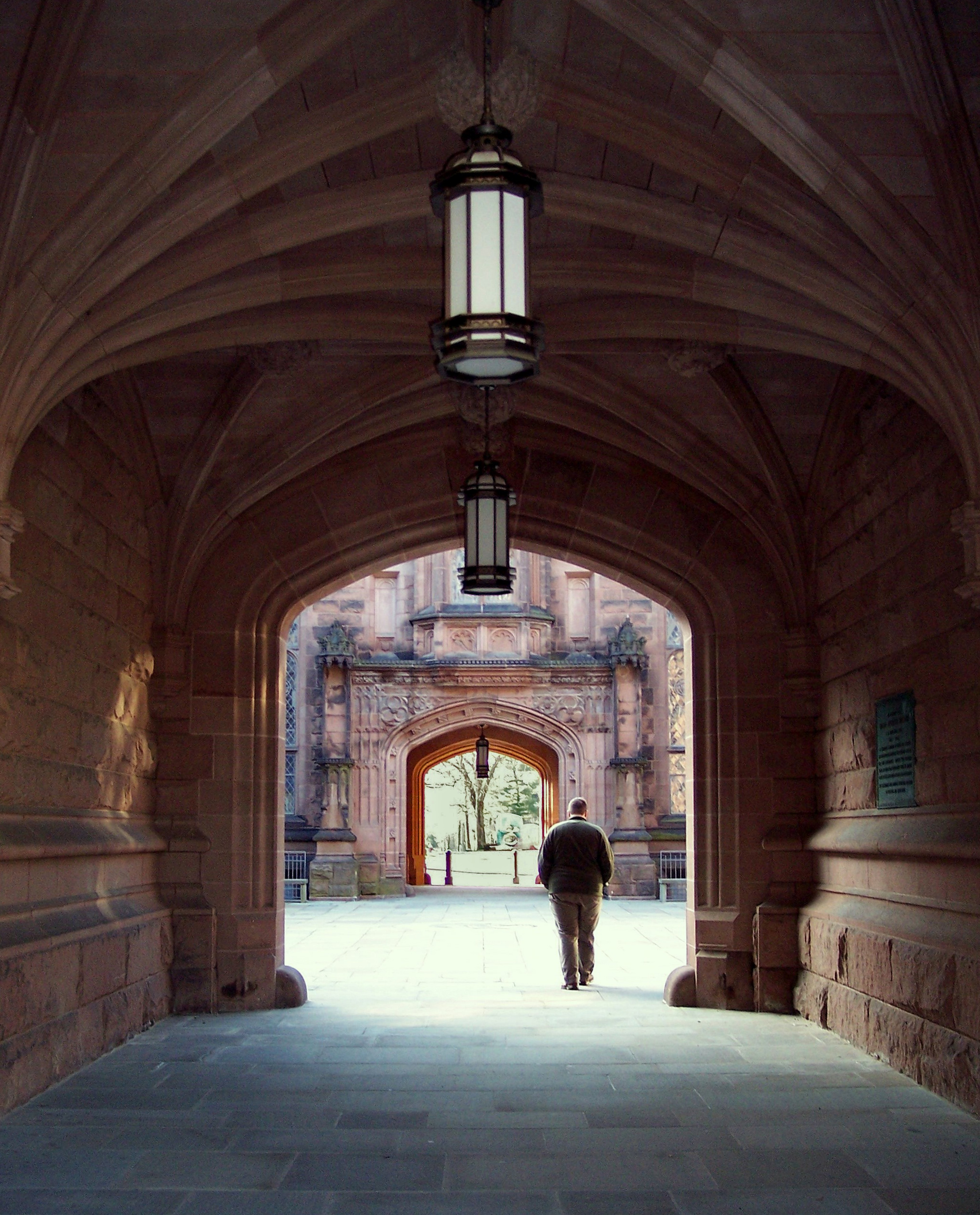
Le cloître du Rockefeller College
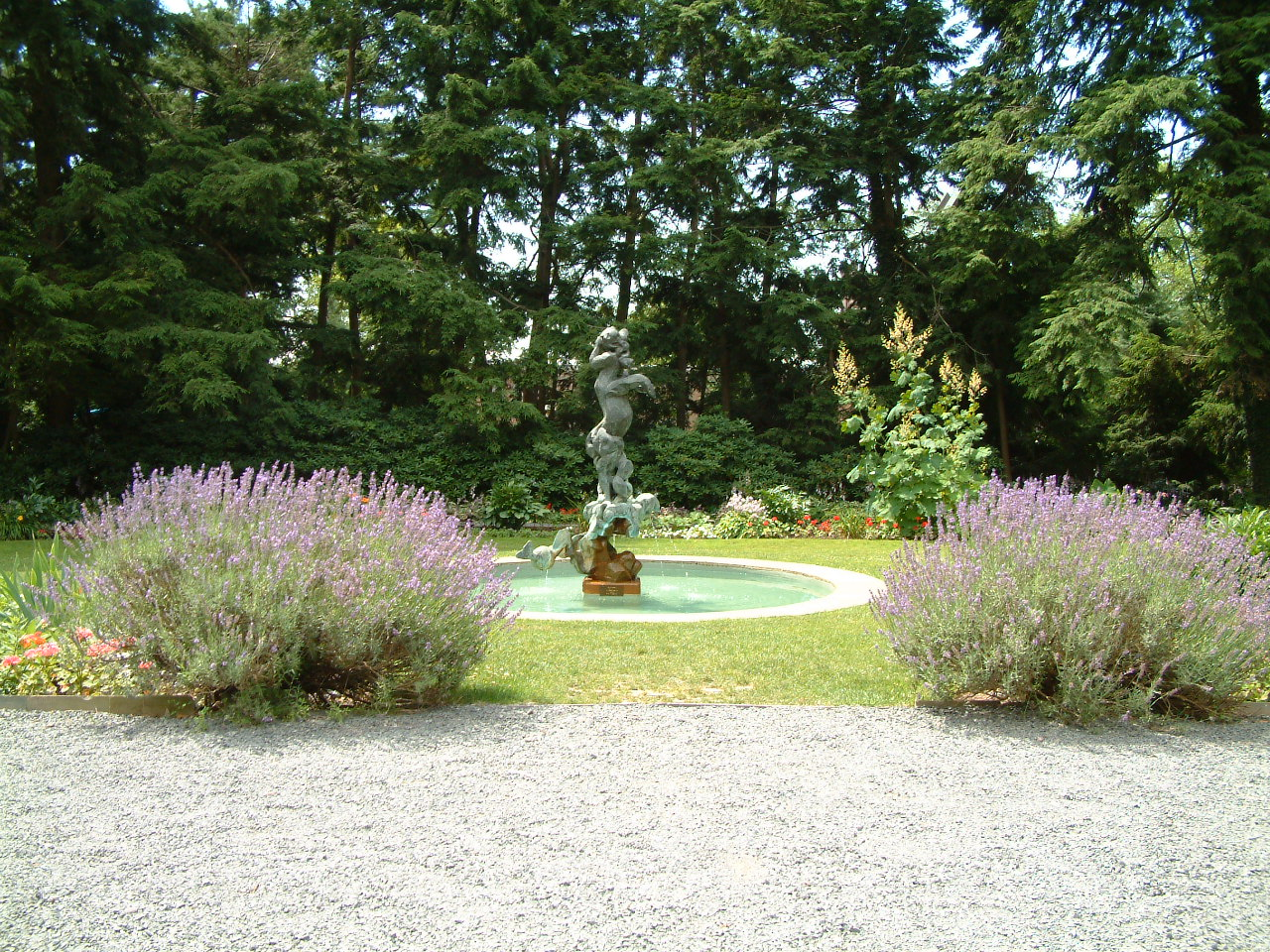
Le Centaure de Dimitri Hadzi (1954)
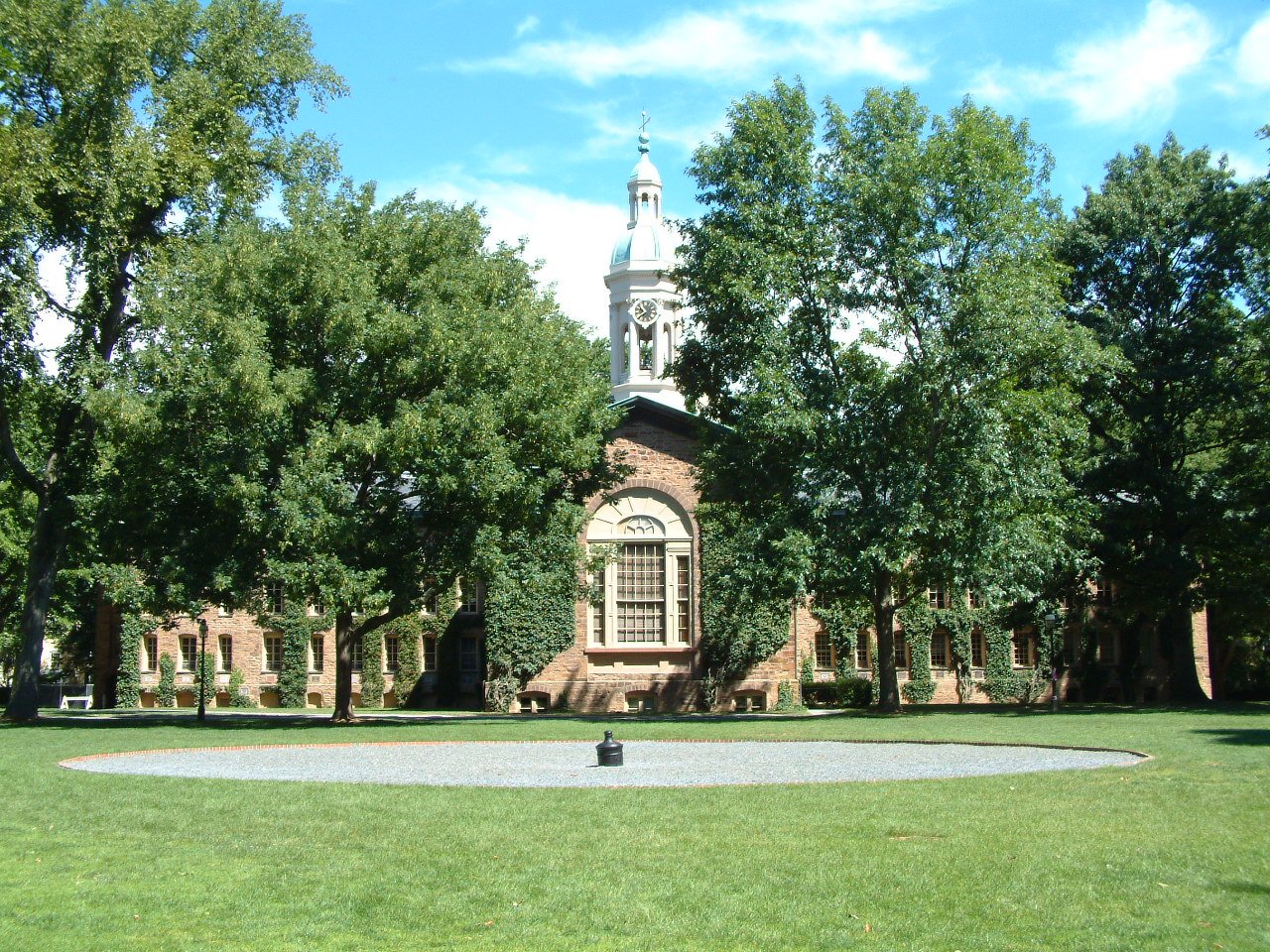
Nassau Hall
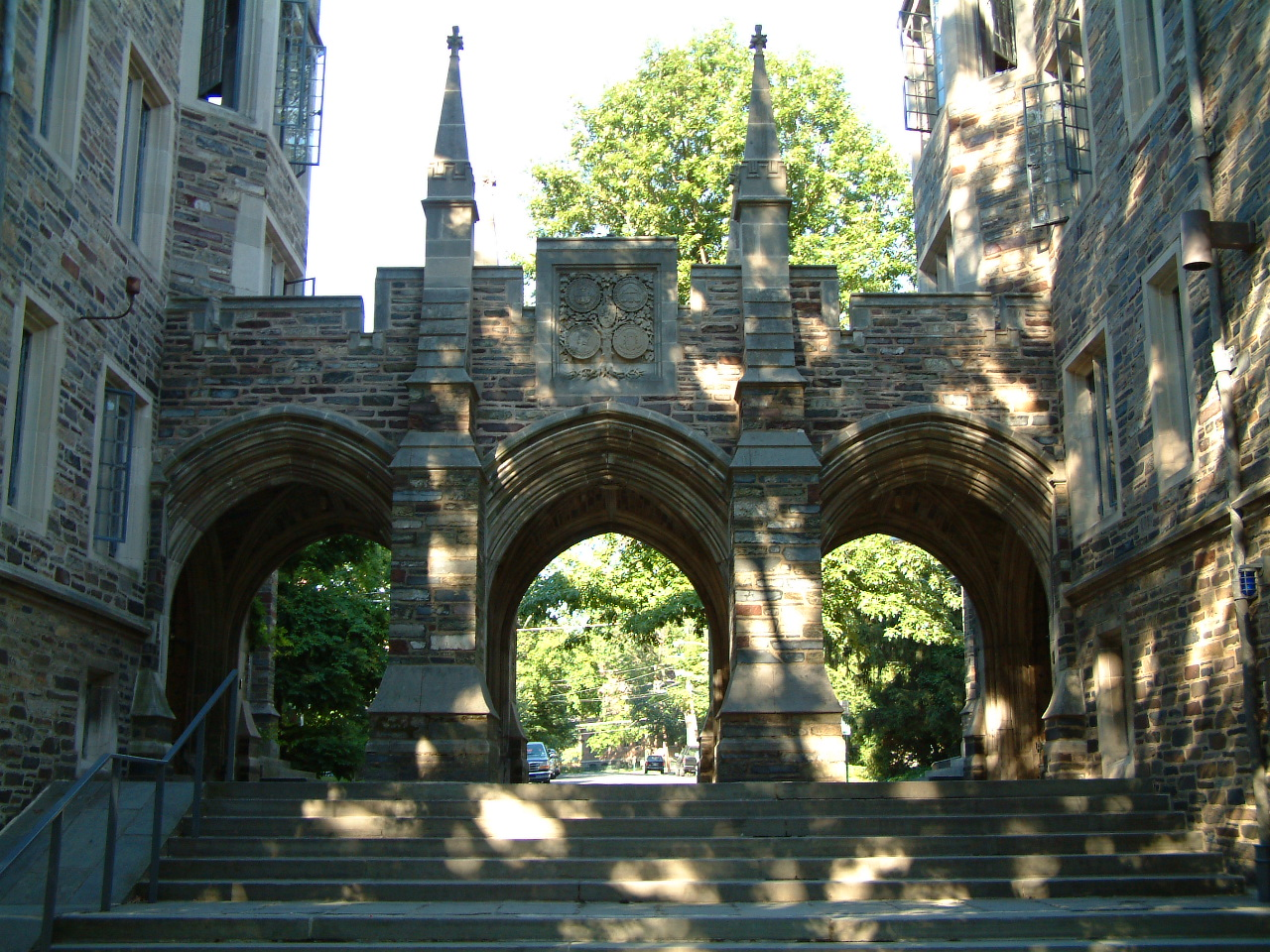
Le dortoir Foulke Hall
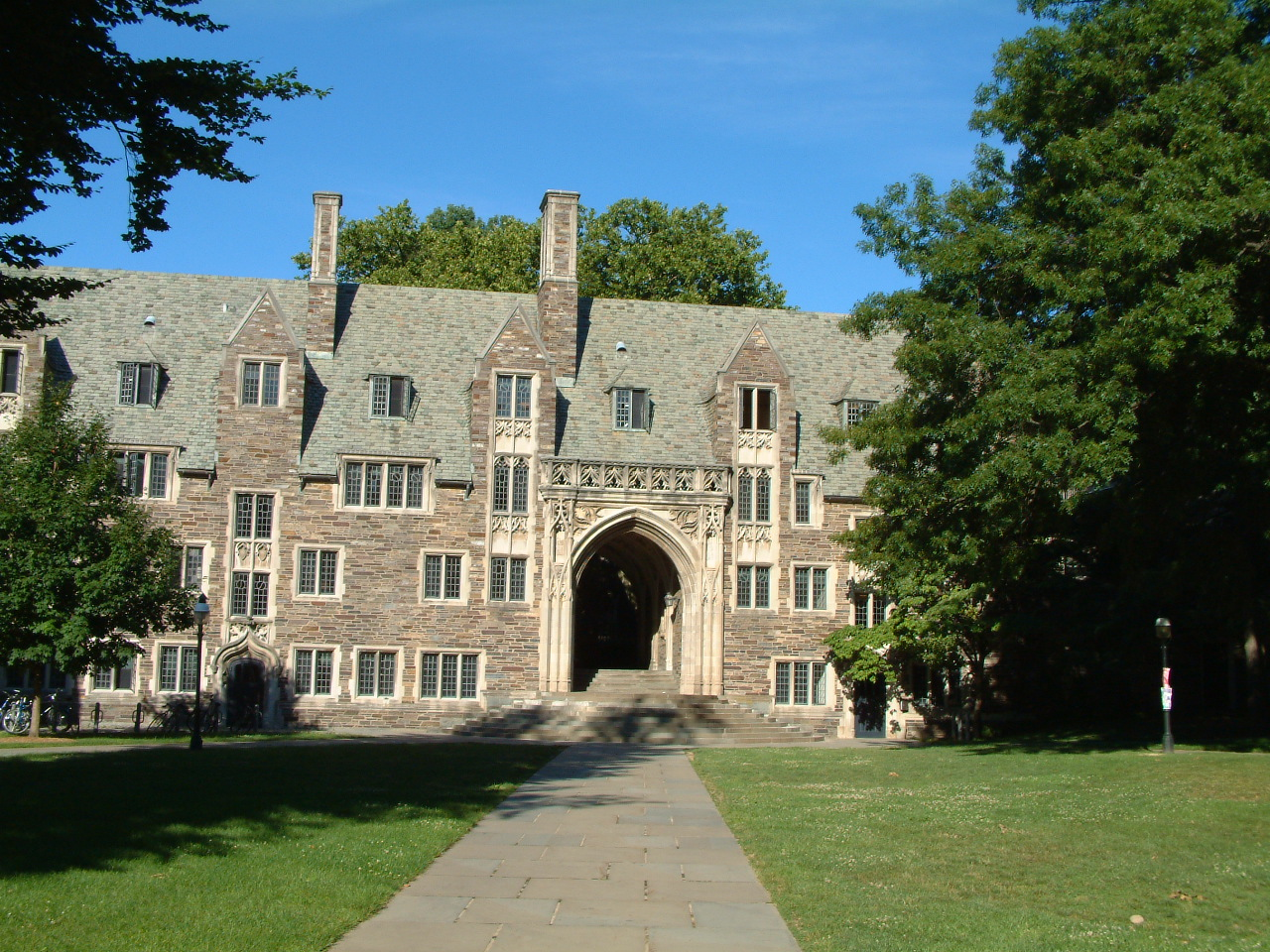
L'entrée du dortoir Lockhart Hall
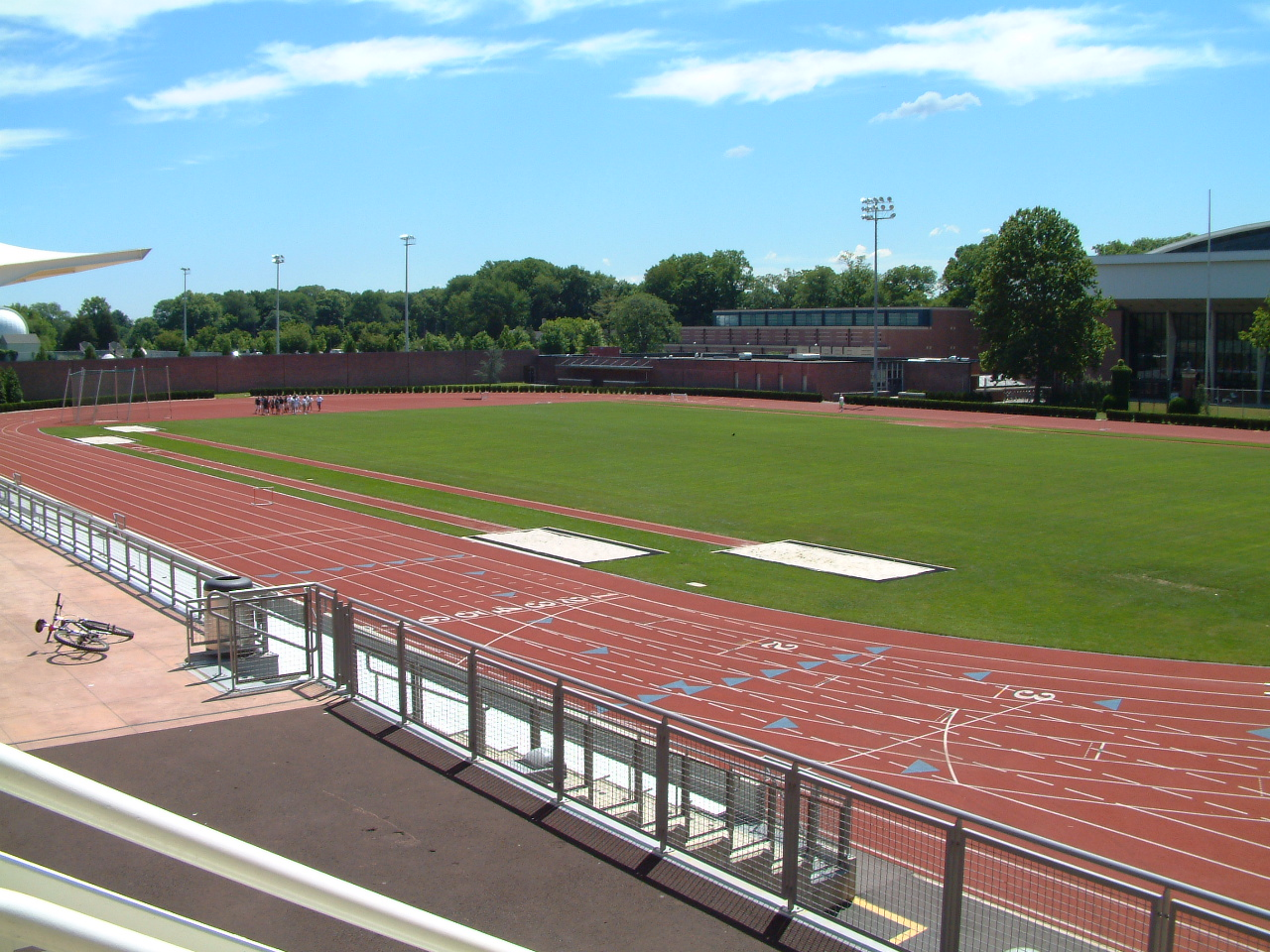
Le Stade Weaver
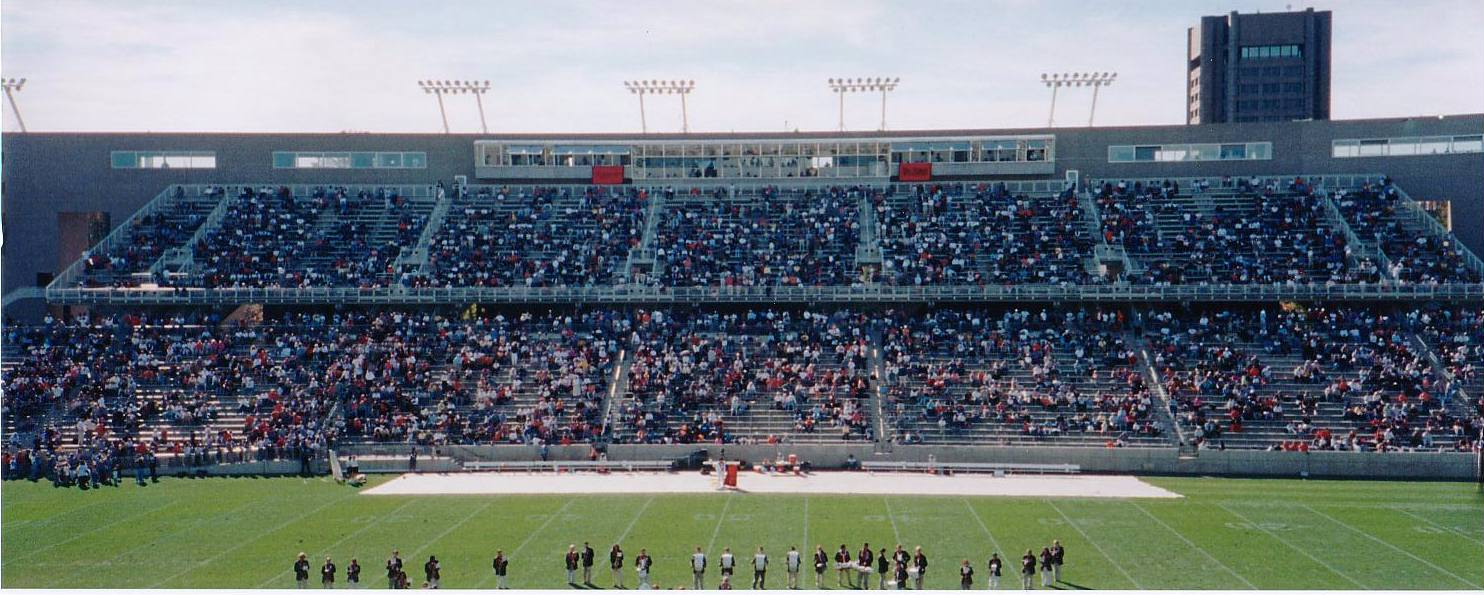
Le Princeton Stadium
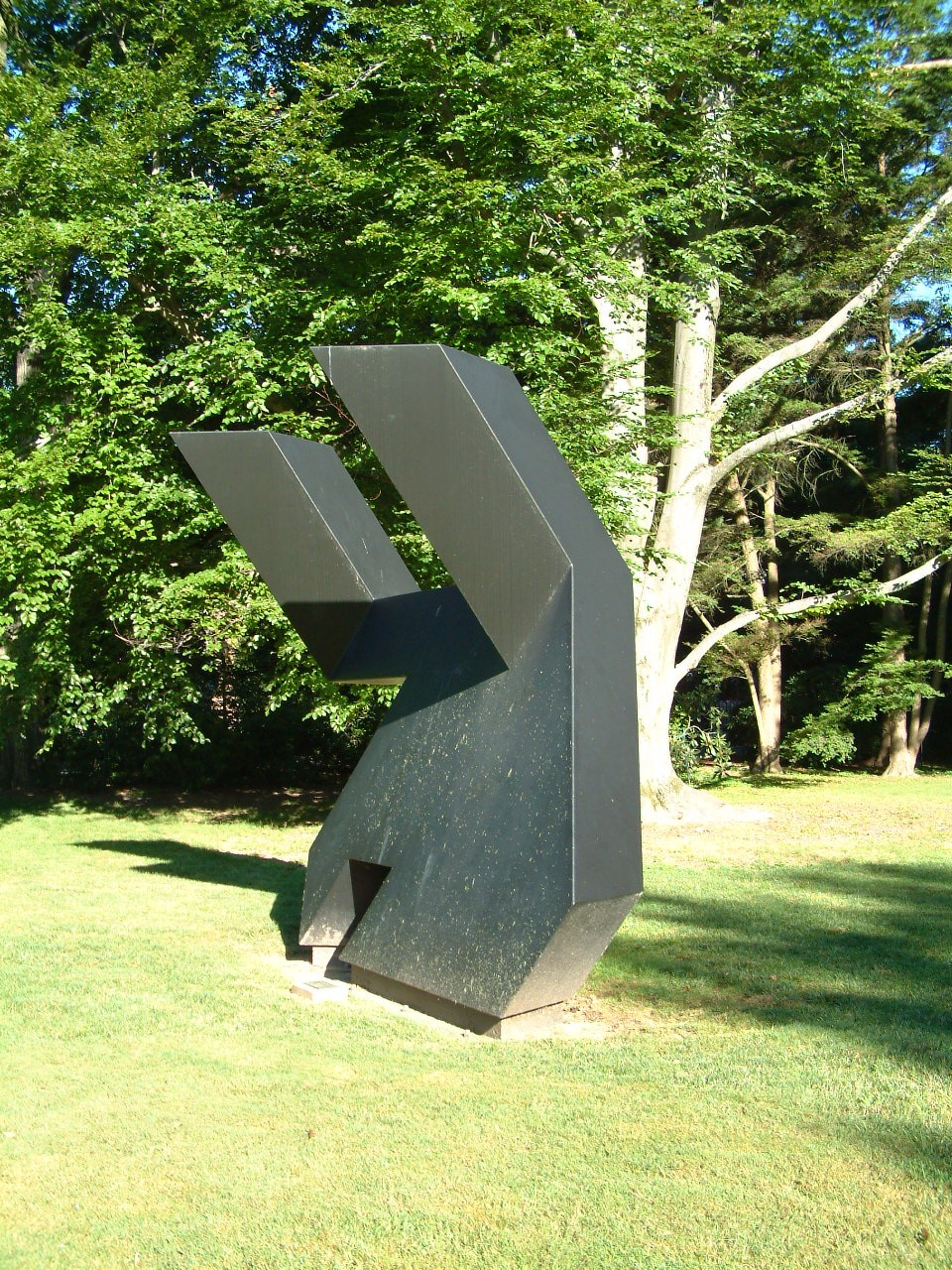
Moïse de Thony Smith (1969)
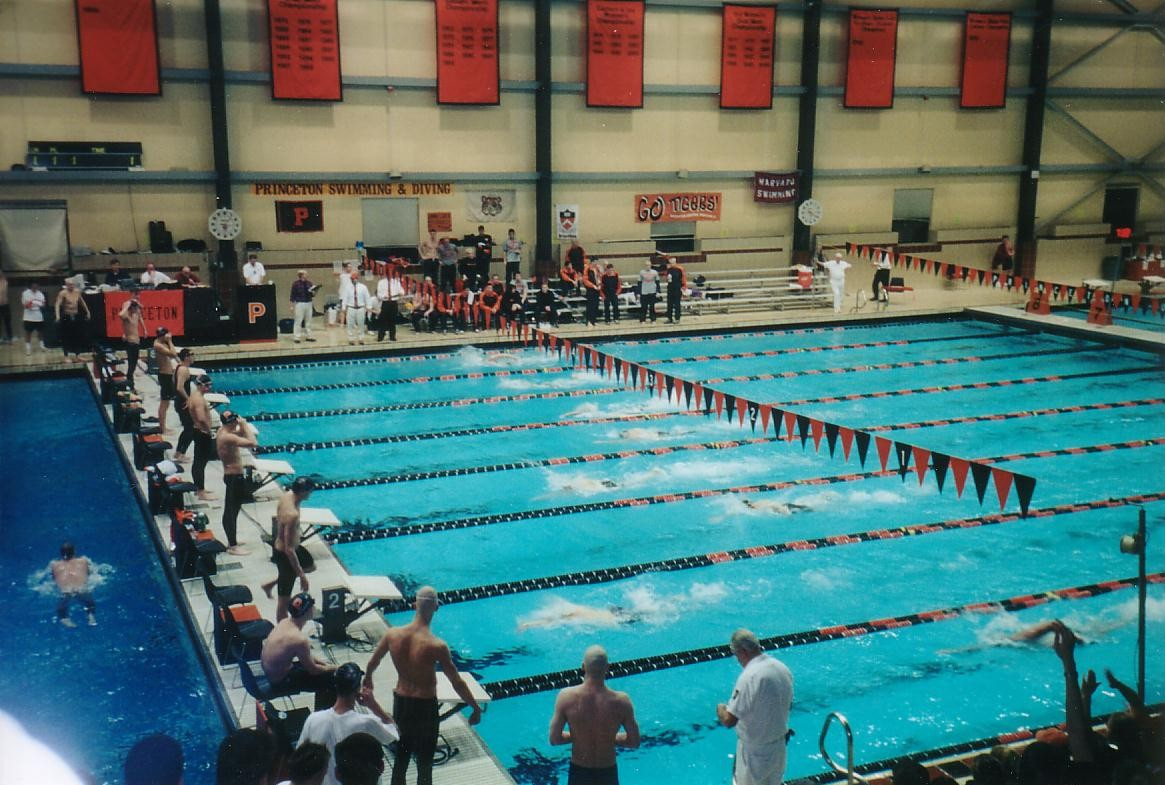
DeNunzio pool, la piscine de l'université